# Josef Laufer (novinář)

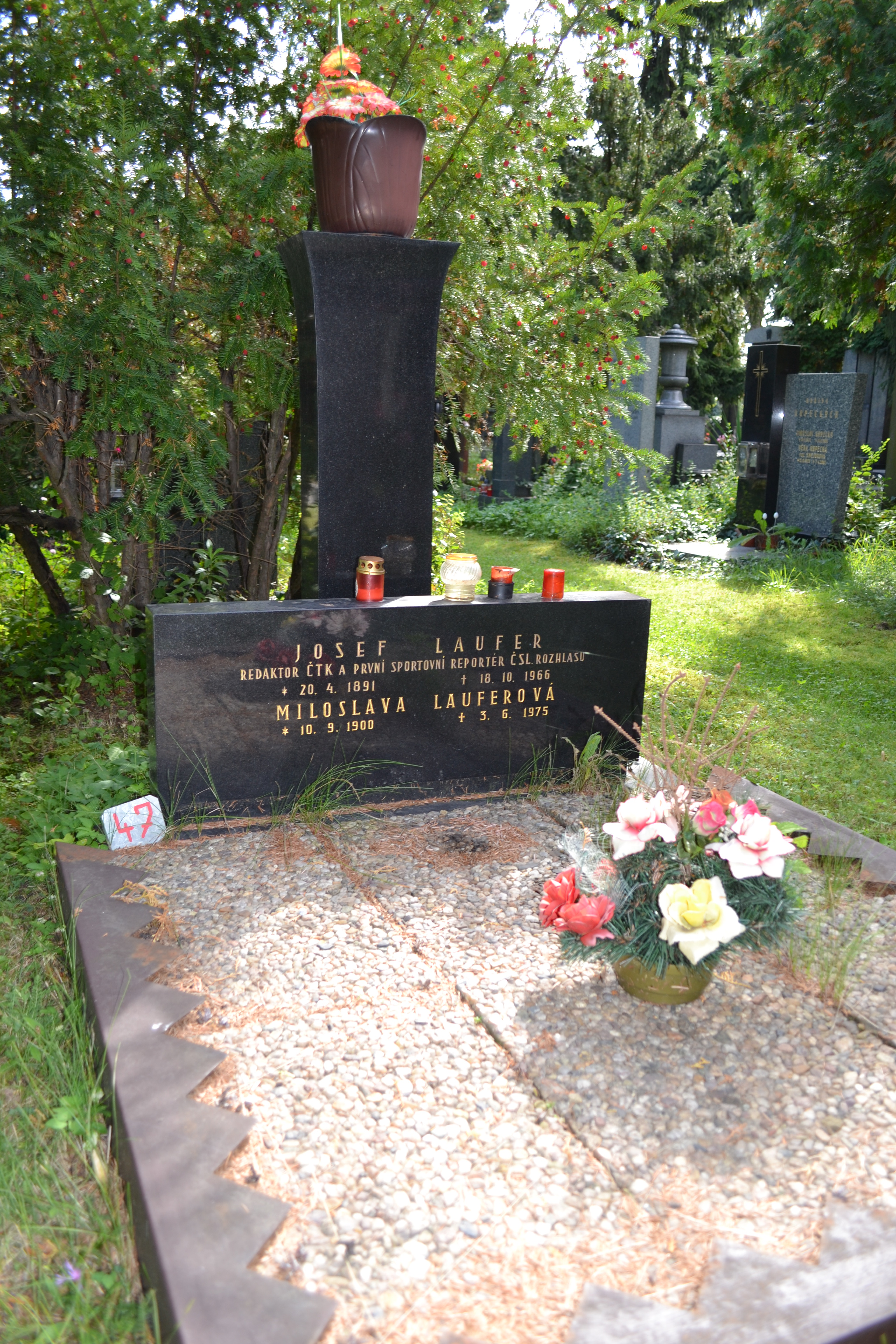
Hrob na Vinohradském hřbitově v Praze

Josef Laufer (20. dubna 1891, Praha – 18. října 1966 Praha) byl český sportovní redaktor a komentátor. Je považován za zakladatelskou osobnost české rozhlasové sportovní žurnalistiky a českého sportovního komentátorství. V roce 2010 byl uveden do Síně slávy českého hokeje.

## Činnost
Dne 3. října 1926 během fotbalového zápasu S.K. Slavia Praha (kde v té době působil také jako sportovní funkcionář) jako první Evropan okomentoval v Radiojournalu sportovní událost v přímém přenosu; první přenos sice uskutečnil o dva roky dříve boxer Jiří Hoyer, ovšem tento přenos neprobíhal živě, nýbrž zprostředkovaně s malým zpožděním.
V době druhé světové války byl pronásledován kvůli svému židovskému původu, přežil ve smíšeném manželství.

## Literární dílo
- Josef Laufer - Hokej můj osud, vydalo nakladatelství Mladá fronta v roce 1960, (vzpomínky na hokejové zápasy)
- Josef Laufer - Padesát let v našem sportu, Praha 1965, 1968